# الصويدرة
الصويدرة، مدينة سعودية، تابعة لمنطقة المدينة المنورة، تقع شرق المدينة المنورة على طريق القصيم القديم، وتبعد عنها 70 كم.

## التسمية
تحدث عاتق البلادي عن الصويدرة في كتابه: (معجم معالم الحجاز) قائلاً: «الصويدرة تصغير مؤنث الصادر ضد الوارد. بلدة عامرة تقع على وادي نجاز، وقد يقال وادي الصويدرة على الطريق من المدينة إلى القصيم... وسيل واديها يذهب إلى المخالط ثم سد العاقول، وهو ضيق بين الجبال، لا ترى القرية حتى تشرف عليها عن قرب جداً، وكانت تعرف بالطًّرف... وقد أخذت تنتعش وتتقدم بعد أن عُبِّد طريق القصيم فمّرَ بها، وواديها فيه مياه وزراعة أخذت في التحسين».
ولا يعرف بشكل دقيق متى ظهر مسمى الصويدرة، ولعله يعود إلى بئر قديمة في وادي الصويدرة، وقد أورد السمهودي اسم الصويدرة أثناء حديثه عن عمارة السلطان الأشرف قايتباي للمسجدالنبوي التي اكتملت عام 889هـ/1484م، وكان سبب الترميم الحريق الذي أصاب المسجد في شهر رمضان سنة 886هـ/1481م. وفي ذلك قال السمهودي: «ويسَّر الله تعالى لهم من آلات العمارة ما لم نكن نظن حصوله... فقطعوا من الموضع المعروف بالشقرة ومن الصويدرة ومن الفرع...».
وتدلل إشارة السمهودي إلى الصويدرة على أنها كانت معروفة في القرن التاسع الهجري (الخامس عشر الميلادي)، أما الشقرة التي ذكرهها فتقع غرب الصويدرة، والفرع موضع مشهور جنوب المدينة المنورة.

## سكانها
السحمان والصواعد وجميعهم من بني عوف من قبيلة حرب

## التاريخ
عُرفت الصويدرة بهذا الاسم نسبةً إلى بئر قديمة لا زالت باقية حتى اليوم، حيث توجد فيها آثار قديمة عمرها 9 آلاف سنة.
ويوجد فيها معمار هندسي على شكل دراجه
كما يتوافق موقع الصويدرة مع «الطرف» إحدى منازل طريق الحج المتفرع من طريق الكوفة/ مكة المعروف باسم «درب زبيدة» مثلما تدل الآثار الإسلامية الغالبة على الموقع على ان الصويدرة كانت منطقة استقرار على طريق الحج من العراق إلى مكة المكرمة والمدينة المنورة بل ان الطرق الداخلية المتجهة إلى المدينة وباقي وسط الجزيرة العربية تمر «بالطرف» الذي هو الصويدرة اليوم.

## نقوش خطية
وعن أهمية الصويدرة الأثرية تنبع من المدونات الخطية المنقوشة على واجهات الكتل الصخرية، إضافة إلى الرسوم الصخيرة والنقوش السابقة للعصر الإسلامي.

## الاطلال القديمة
ويمكن مشاهدة اطلال الصويدرة القديمة (الطرف) من الجهة الجنوبية الشرقية، وهي عبارة عن غرف صغيرة مبنية من الأحجار النارية في صفوف مستقيمة وركامات أخرى بجدران متهدمة.
واشار عبد القدوس الانصاري في كتابه عن الصويدرة «بين التاريخ والآثار، ص:128-144» اننا نجد انفسنا امام موقع ذي ميزة فريدة.
وقد سبق ان اشار الدكتور سعد الراشد إلى نقوش الصويدرة في كتابه: «درب زبيدة، طريق الحج من الكوفة إلى مكة المكرمة، دراسة تاريخية وحضارية اثرية- دار الوطن للنشر والاعلام، الرياض 1414 هـ/1993 م ص 410 -417».
وبالرغم من تطور الصويدرة عبر هذه السنوات الماضية وتواضع الرقعة الزراعية في الوادي وإنشاء المرافق المتعددة فيها وتضرر عدد كبير من المدونات الخطية على ضفاف الوادي أو فوق الهضبة - بالتجريف والا زالة فان الآثار الكتابية والنقوش الباقية تدل على عظمة التاريخ الإسلامي وحضارته وكذلك الإرث الحضاري القديم السابق للإسلام.
فالنسبة للرسوم الصخرية فإنها تتمثل في الرسوم الآدمية الحيوانية التي يعود تاريخها إلى الفترة من حوالى «7000.6000 قبل الميلاد» فتجد صوراً كبيرة للأسود على كتل صخرية والوعول والطيور والنعام والجمال والخيول والبغال والماعز والكلاب.
وبعض هذه الرسوم الصخرية يعود إلى العصر الحجري في الفترة من «1500-2000 قبل الميلاد».
ويلاحظ وجود نقوش تدل على ان موقع الصويدرة كان منطقة جاذبة للنشاط الإنساني بسبب الطبيعة ووفرة المياه والنباتات وكونها ممراً تجارياً.
اما العصور الإسلامية فتتمثل آثارها في الصويدرة من خلال المدونات الخطية على الصخور وهي بالكثرة التي تؤكد اهمية هذا المكان بالنسبة للمقيمين أو عابري السبيل من حجاج وتجار ورعاة حيث كانوا يستريحون في وادي الصويدرة تحت اشجاره الكثيفة وفي ظل الصخور والكهوف وعند المزارع وامام السواقي والقنوات التي لا تزال آثارها وعلاماتها مشاهدة حتى اليوم.
ان معظم المدونات الخطية التي اكتشفت في الصويدرة واضحة الخط ومعانيها جميلة وكتبت بأسلوب ينم عن ايمان اصحابها أو من كتبها بالله سبحانه وتعالى ومعرفتهم بكتاب الله القرآن الكريم وسنة رسوله صلى الله عليه وسلم وفيها الادعية المأثورة لطلب التوبة والمغفرة والرحمة واثبات الشهادة لله وحده ومعظم النقوش الإسلامية كتبت بدون تاريخ وغير منقوطة الحروف، غير ان بعضها عليها تواريخ بالشهر والسنة وتتراوح النقوش المؤرخة في الصويدرة من السنة 101 هـ والسنة 249 هـ.
ومن هذه النقوش الجميلة في الصويدرة: «اللهم اغفر لعبد الحميد بن سالم مغفرة لا تبقى من ذنبه شيئاً ولمن قرأ هذا الكتاب ولمن دخل هذه المزرعة مسلماً.. امين».
ويعود تاريخ هذا النقش إلى نهاية القرن الأول وبداية القرن الثاني الهجريين وصاحب النقش «عبد الحميد بن سالم» الذي يتكرر اسمه على عدد كبير من النقوش المدونة في الصويدرة ويبدو أن له مكانة وموطئ قدم واملاكاً، والشاهد على ذلك المزرعة المذكورة في النقش.
وهناك دعاء بالبركة لأهل الوادي على كتلة صخرية بمساحة 165*55 سم نقش من سطر ويقرأ كالأتي:
«بركة من الله لاهل هذا الوادي».
وهذا النقش فيه دلالة على اهمية وادي الصويدرة في العصور الإسلامية المبكرة وما هذا الدعاء لاهل الوادي إلا أن الحياة فيه كانت ممتعة من زراعة وصيد وسكن ويؤكد على مكانة الصويدرة واهلها في الماضي معرباً عن أمله في نهضة الصويدرة التي يتبعها حوالى 20 قرية وهجرة وتمتد على مساحة واسعة.
وقد قال الشاعر: فهد بن ضيف الله الغيداني العمري
(صويدره)والاسم يكفي لحـاله
يعنــي صداره لكن بـذوق واكـبار
عشانها في جنب دار الرسالة
رضت بتصغيــر الاسـم (بــر بالجار)

## المناخ
تتميز المدينة المنورة بمناخ جاف، إذ يسود بها المناخ الصحراوي، والذي يتميز بالجفاف وقلة سقوط الأمطار، ودرجات حرارة عالية تتراوح بين 30° و45° مئوية في فصل الصيف،[55] أما في فصل الشتاء فيكون الجو ممطراً، ويكثر هطول المطر.

## وصلات خارجية
- الطرف (الصويدرة).. مدينة قديمة تاريخية.
- الصويدرة مدينة نموذجية.. لماذا؟.